# Chris Coy
Christopher James (Chris) Coy (Louisville, 1 mei 1986) is een Amerikaanse film- en televisieacteur. 

## Carrière
Chris Joy werd in 1986 geboren in Louisville (Kentucky). Als twintiger begon hij met acteren in tv-series en films. Tussen 2009 en 2011 werkte hij vijf afleveringen mee aan True Blood. In 2012 volgde zijn doorbraak met de tv-serie Treme, waarin hij twaalf afleveringen te zien was als de jonge journalist L.P. Everett. Nadien had hij ook een kleine rol in de serie The Walking Dead. In 2017 vertolkte hij een politiedetective in het drama Detroit van regisseuse Kathryn Bigelow.

## Filmografie

### Film (selectie)
- Greenberg (2010)
- Hostel: Part III (2011)
- Sx Tape (2013)
- Deliver Us from Evil (2014)
- Detroit (2017)

### Televisie
- Numb3rs (2009)
- Monk (2009)
- Sons of Anarchy (2009)
- CSI: NY (2009)
- True Blood (2009–2011)
- FlashForward (2010)
- CSI: Crime Scene Investigation (2010)
- Rizzoli & Isles (2010)
- The Mentalist (2011)
- Justified (2011)
- Law & Order: Los Angeles (2011)
- Law & Order: Special Victims Unit (2012)
- Hawaii Five-0 (2012)
- Castle (2012)
- Emily Owens M.D. (2012)
- Treme (2012–2013)
- Criminal Minds (2014)
- Bones (2014)
- Perception (2014)
- The Walking Dead (2014–2015)
- NCIS (2015)
- The Messengers (2015)
- Banshee (2015–2016)
- Lethal Weapon (2017)
- Halt and Catch Fire (2017)
- The Deuce (2017–2019)
- Homeland (2017)
- Castle Rock (2018)
- The Peripheral (2022–)